# فرودگاه صحرایی خیمانی
فرودگاه صحرایی خیمانی (به انگلیسی: Jimani Field) یک فرودگاه است . این فرودگاه در کشور جمهوری دومینیکن قرار دارد و در ارتفاع ۵۶ متری از سطح دریا واقع شده‌است.